# Viktor Karl Ludwig von Grumbkow
Viktor Karl Ludwig von Grumbkow, còn gọi là Grumbkow-Pasha, (3 tháng 7 năm 1849 tại Graudenz – 1 tháng 7 năm Banat) là một Thiếu tướng quân đội Phổ. Từng tham chiến trong cuộc Chiến tranh Pháp-Đức (1870 – 1871, ông trở thành một trong những sĩ quan được Chính phủ Đức phái sang Thổ Nhĩ Kỳ để cải tổ quân đội Thổ vào cuối thế kỷ 19, và tham gia Chiến tranh Hy Lạp-Thổ Nhĩ Kỳ.

## Cuộc đời
Viktor Karl Ludwig von Grumbkow sinh ra trong gia đình quý tộc Grumbkow ở tỉnh Pommern của Phổ, là con trai của viên đại úy Julius von Grumbkow. Sau khi học xong, ông gia nhập Trung đoàn Pháo dã chiến von Scharnhorst, còn gọi là Trung đoàn số 10 (Hannover số 1), với quân hàm Thiếu úy, vào năm 1867.
Chỉ ba năm sau, trong cuộc chiến tranh với Pháp (1870 – 1871), ông đã chiến đấu cùng khẩu đội pháo hạng nhẹ số 3 của trung đoàn mình trong trận chiến Vionville vào ngày 16 tháng 8 năm 1870. Tại đây ông bị thương nặng do đạn pháo, một mảnh đạn bắn trúng vào mũi và trán ông. Vì những thành tích của mình trong cuộc chiến tranh, ông đã được tặng thưởng Huân chương Thập tự Sắt hạng nhì. Sau khi chiến sự kết thúc, ông học Trường Pháo binh và Công binh, tại đó ông có được vốn kiến thức lớn lao về tổ chức, kỹ nghệ và chiến thuật pháo binh. Vào năm 1873, ông được bổ nhiệm làm phụ tá tiểu đoàn trong Trung đoàn Pháo dã chiến số 10, và vào năm sau (1873) ông được thuyên chuyển sang Học viện Quân sự. Sau khi hoàn tất học tập ở Học viện Quân sự Phổ, Grumbkow được ủy nhiệm vào một số chức vụ tham mưu và được lên quân hàm Thiếu tá vào năm 1892.
Do tài nghệ pháo binh của ông, Grumbkow được Đức hoàng Wilhelm II phái đến Thổ Nhĩ Kỳ cùng năm đó. Cùng với Goltz Pasha, người đã trở về phục vụ quân đội Đế quốc Đức, Grumbkow đã tiến hành những cải cách quan trọng trong quân đội Thổ Nhĩ Kỳ, nhất là trong lực lượng pháo binh. Ông sớm được phong cấp Thiếu tướng và trở thành sĩ quan trợ lý của Sultan Thổ. Trên cương vị là Tướng thanh tra của lực lượng pháo binh hạng nhẹ Thổ Nhĩ Kỳ, trong đó ông chú trọng đến việc rèn luyện cho người Thổ chuẩn bị bắn nhanh, bắn an toàn và thay đổi vị trí nhanh chóng. Ông cũng thử nghiệm các vũ khí và đạn dược mới. Ông đã tích cực tham chiến trong cuộc Chiến tranh Hy Lạp-Thổ Nhĩ Kỳ năm 1897 và thậm chí còn đánh chiếm Larissa vào ngày 24 tháng 7 năm 1897. Tuy nhiên, 6 ngày sau đó, vì mục đích chính trị, Chính phủ Đức buộc ông phải rời bỏ trận tuyến.
Trong cuộc chiến, ông từng được tặng thưởng Huân chương Osmanieh trên chiến trường vì những đóng góp của ông đến việc chuẩn bị cho chiến thắng của phía Thổ. Ông đã được Sultan phong tặng tước hiệu Pasha, và được lên quân hàm Thiếu tướng Phổ. Vào ngày 29 tháng 6 năm 1901, do lý do sức khỏe, ông phục viên và rời kinh đô Constantinopolis. Trên đường về nước Đức, Victor Karl Ludwig von Grumbkow đột ngột từ trần giữa Orșova và Herkulesbad. Ông được mai táng tại nghĩa trang Columbiadamm ở kinh đô Berlin.